# Ken Weston
Pour les articles homonymes, voir Weston.
Kenneth William "Ken" Weston est un ingénieur du son britannique né le 30 mai 1947 à Londres (Angleterre) et mort le 13 avril 2001 à Wimbledon (Angleterre).

## Biographie
Kenn Weston commence sa carrière comme perchman au cours des années 1970 et devient mixeur au cours des années 1980.

## Filmographie (sélection)

### Cinéma
- 1978 : Midnight Express d'Alan Parker
- 1980 : Les Chiens de guerre (The Dogs of War) de John Irvin
- 1980 : Flash Gordon de Mike Hodges
- 1980 : Shining (The Shining) de Stanley Kubrick
- 1981 : Ragtime de Miloš Forman
- 1981 : La Maîtresse du lieutenant français (The French Lieutenant's Woman) de Karel Reisz
- 1981 : Le Loup-garou de Londres (An American Werewolf in London) de John Landis
- 1982 : The Wall (Pink Floyd The Wall) d'Alan Parker
- 1983 : Krull de Peter Yates
- 1984 : Amadeus de Miloš Forman
- 1984 : Another Country : Histoire d'une trahison (Another Country) de Marek Kanievska
- 1984 : Greystoke, la légende de Tarzan (Greystoke: The Legend of Tarzan, Lord of the Apes) de Hugh Hudson
- 1986 : Mosquito Coast (The Mosquito Coast) de Peter Weir
- 1996 : Evita d'Alan Parker
- 1997 : Sept ans au Tibet de Jean-Jacques Annaud
- 1999 : Les Cendres d'Angela (Angela's Ashes) d'Alan Parker
- 2000 : Gladiator de Ridley Scott
- 2001 : Pearl Harbor de Michael Bay

### Télévision
- 1989-1996 : Hercule Poirot (19 épisodes)

## Distinctions

### Récompenses
- Oscars 2001 : Oscar du meilleur mixage de son pour Gladiator

### Nominations
- Oscars 1997 : Oscar du meilleur mixage de son pour Evita
- British Academy Film Award du meilleur son
  - en 1997 pour Evita
  - en 2001 pour Gladiator